# Раковец (община)
Раковец (на хърватски: Rakovec) е община в Загребска жупания, Хърватия. Според преброяването от 2011 г. има 1252 жители, 98% от които са хървати.